# Jevgeni Kovalenko
Jevgeni Konstantinovitsj Kovalenko (Russisch: Евгений Константинович Коваленко) (Tasjkent, 3 januari 1950) is een voormalig basketbalspeler die uitkwam voor het basketbalteam van de Sovjet-Unie.

## Carrière
Kovalenko was een 1,98-lange small-forward. Hij begon in 1968 bij Boerevestnik Tasjkent en ging in 1970 naar CSKA Moskou. Met die club werd hij tien keer landskampioen van de Sovjet-Unie: in 1971, 1972, 1973, 1974, 1976, 1977, 1978, 1979, 1980 en 1981. Ook won Kovalenko twee keer de USSR Cup in 1972 en 1973. In 1971 won Kovalenko met CSKA de EuroLeague door in de finale Ignis Varese uit Italië met 67-53 te verslaan. Op de Europese Kampioenschappen in 1973 won Kovalenko een bronzen medaille.
In 1983 begon Kovalenko als basketbalcoach. Hij bleef het grootste deel van zijn carrière assistent-coach. In 1990 ontving hij de onderscheiding Geëerde Coach van Rusland en in 1998 de Medaille voor het dienen van het Moederland.

## Erelijst
- Landskampioen Sovjet-Unie: 10
  - Winnaar: 1971, 1972, 1973, 1974, 1976, 1977, 1978, 1979, 1980, 1981
  - Tweede: 1975
- Bekerwinnaar Sovjet-Unie: 2
  - Winnaar: 1972, 1973
- EuroLeague: 1
  - Winnaar: 1971
- Europees Kampioenschap:
  - Brons: 1973